# ایگناسیو آلدکوئا
ایگناسیو آلدکوئا (اسپانیایی: Ignacio Aldecoa‎؛ ‏ ۲۴ ژوئیهٔ ۱۹۲۵ – ۱۵ نوامبر ۱۹۶۹) نویسنده، رمان‌نویس، شاعر و روزنامه‌نگار اهل اسپانیا بود. وی دانش‌آموختهٔ دانشکدهٔ هنر دانشگاه کمپلوتنسه مادرید بود و بعدها به ایالات متحده آمریکا مهاجرت کرد.
از فیلم‌هایی که وی در آن‌ها نقش داشته‌است، می‌توان به «با باد شرق» اشاره نمود.